# HD 122430
HD 122430 ist ein etwa 440 Lichtjahre von der Erde entfernter Riese der Spektralklasse K im Sternbild Hydra. Er besitzt eine scheinbare Helligkeit von 5,5 mag. Im Jahre 2003 publizierten Setiawan et al. die Entdeckung eines extrasolaren Planeten, der diesen Stern umkreist und die systematische Bezeichnung HD 122430 b trägt. Die Umlaufperiode des mit Hilfe der Radialgeschwindigkeitsmethode gefundenen Begleiters beträgt rund 345 Tage und die große Halbachse seiner Bahn misst ca. eine Astronomische Einheit.